# 韦尔迪镇 (费尔盖拉什)
韦尔迪镇是葡萄牙波尔图区的一个堂区。总面积1.22平方公里，总人口714人，人口密度585.2人/平方公里。